# DALL-E
DALL-E este un program de inteligență artificială care creează imagini din texte cu descrieri pe baza unui model GPT-3 Transformer cu 12 miliarde de parametri. A fost prezentat de OpenAI la 5 ianuarie 2021. DALL-E este un cuvânt telescopat de WALL-E și Salvador Dalí.